# シンフォニエッタ (プーランク)
シンフォニエッタ（Sinfonietta）FP.141は、フランシス・プーランクが作曲した管弦楽作品。「小交響曲」とも訳される。

## 概要
プーランクの音楽
プーランクは「フランス六人組」の中では最もフランス的な資質の持ち主であった。カトリックの教義に根差した3幕のオペラ『カルメル派修道女の対話』のような、感動的なオペラを発表する一方、いかにもパリジャンらしい、洒落た都会的な器楽作品を数多く残した。フランスのある批評家は彼のことを「修道士的なところと、無頼漢的なところがある」と指摘したが、まさにこうした彼の二面性を述べたといえるだろう。
この曲はオペラ・ブッファ『ティレジアスの乳房』から3年後の1947年から翌年にかけて、彼の脂の乗り切った時期に書かれた。シンフォニエッタ（小交響曲）とはいえ、ビゼーの交響曲にも比すべき豊かな内容を持っている。
幻の弦楽四重奏曲
この曲の元となったのは、1946年9月に完成した弦楽四重奏曲FP.133である。この弦楽四重奏曲はカルヴェ弦楽四重奏団の依頼により書き始められたが、作曲に難航し10年以上にわたって中断を繰り返しながら、ようやく完成したものだった。当初、プーランクは作品の出来栄えに満足していたが、同じ年の冬に四重奏団を主宰するジョゼフ・カルヴェの自宅で試奏してみたところ、他の楽器のイメージが次々と浮かんできたためこれは弦楽四重奏ではない、と判断して、カルテットの面々をその場に残したまま、楽譜を持って外に飛び出し下水路に投げ捨ててしまう。この直後、ジョルジュ・オーリックに電話をかけ事態を告げると、オーリックから「あの作品には管楽器だったらよく鳴る3つの主題があったからそれを忘れちゃいけない」という助言をもらっている。
BBCによる作品の委嘱
1947年2月、BBCは「1947年10月の記念行事」のための作品の作曲をプーランクに委嘱した。プーランクへの委嘱は、当時、BBCに勤務していた音楽学者・作曲家・評論家であるエドワード・ロックスパイザーの発案によるもので、「プロコフィエフの『古典交響曲』をモデルに14～16分で」という条件がつけられていた。この条件を念頭に置きプーランクは「シンフォニエッタ」を作曲することにしたらしい。締め切りを心配しつつ作曲に取り掛かったプーランクだが、楽想が絶え間なく湧き出て「シンフォニエッタは1曲の交響曲になってしまった」（1947年8月18日のロックスパイザーへの手紙）という状態となった。結局、第3楽章まではその年の9月中に完成したものの締め切りには間に合わず、終楽章の完成は1年後の1948年9月8日まで遅れてしまった。作品の規模も出版譜に「24分」と指定されるほど大きくなってしまっている。

## 初演
世界初演
1948年10月24日、ロンドンよりBBCサード・プログラムを通じてロジェ・デゾルミエールの指揮するフィルハーモニア管弦楽団により行われた。デゾルミエールの起用はプーランクの希望による。
フランス初演
1949年1月20日、パリにてデゾルミエールの指揮するフランス国立放送管弦楽団により行われた。

## 献呈
的確な助言をくれたジョルジュ・オーリックに献呈されている。なお、出版は1951年、ロンドン、チェスター社より。

## 編成
フルート2、オーボエ2、クラリネット2、ファゴット2、ホルン2、トランペット2、ティンパニ1、ハープ、弦五部。

## 楽曲の構成
全4楽章からなり、全体の演奏時間は28分程である。
第1楽章　アレグロ・コン・フォーコ
極めて自由な書法によって、冒頭からリズミカルで唐突な主題に始まり、やがて管楽器にややメランコリックな主題が現れる。そして最初の部分が再現され、静かなコーダで結ばれる。

第2楽章　モルト・ヴィヴァーチェ
陽気なスケルツォの部分で、タランテラを思わせる軽快でスピーディな主部と、チャイコフスキーの音楽のようなロマンを持つ中間部を持っている。再現部は単純で、すぐに終わる。

第3楽章　アンダンテ・カンタービレ
木管の神秘的な呟きに始まり、素朴で美しい旋律がクラリネットで歌われ、弦と応答を重ねて行く。中間部は弦がゆったりとした旋律をうたい、木管がそれに色々と絡んでくる。

第4楽章　フィナーレ
典型的な終楽章で、飛び跳ねるような軽快な主題が弦に現れ、ホルンの抒情的な旋律を色々な楽器で遊んだ後、新しい主題がクラリネットとヴァイオリンに現れ、ゆっくりと様々な楽器に渡される。